# Critot
Critot ist eine französische Gemeinde mit 528 Einwohnern (Stand 1. Januar 2022) im Département Seine-Maritime in der Region Normandie. Sie gehört zum Arrondissement Dieppe und zum Kanton Neufchâtel-en-Bray. Die Bewohner werden Critotais und Critotaises genannt.

## Geographie
Critot liegt im Zentrum des Départements in der Landschaft Pays de Bray, etwa 22 Kilometer nordnordöstlich von Rouen und etwa 37 Kilometer südöstlich von Dieppe. Umgeben wird Critot von den Nachbargemeinden Bosc-Bérenger im Norden, Saint-Martin-Osmonville im Nordosten, Rocquemont im Osten, Yquebeuf im Süden und Südosten, Cailly im Süden und Südwesten, Esteville im Westen und Südwesten sowie Cottévrard im Nordwesten.
Am Ostrand der Gemeinde führt die Autoroute A28 entlang.

## Bevölkerungsentwicklung
| Jahr                      | 1962 | 1968 | 1975 | 1982 | 1990 | 1999 | 2006 | 2013 | 2020 |
| Einwohner                 | 281  | 233  | 234  | 278  | 462  | 451  | 506  | 503  | 481  |
| Quelle: Cassini und INSEE |      |      |      |      |      |      |      |      |      |

## Sehenswürdigkeiten
- Kirche Saint-Martin